# NGC 4330
NGC 4330 (другие обозначения — UGC 7456, IRAS12207+1138, MCG 2-32-20, VCC 630, ZWG 70.39, FGC 1423, PGC 40201) — спиральная галактика (Sc) в созвездии Дева.
Этот объект входит в число перечисленных в оригинальной редакции «Нового общего каталога».
В галактике обнаружен длинный хвост из ионизированного газа.